# 빙하곡

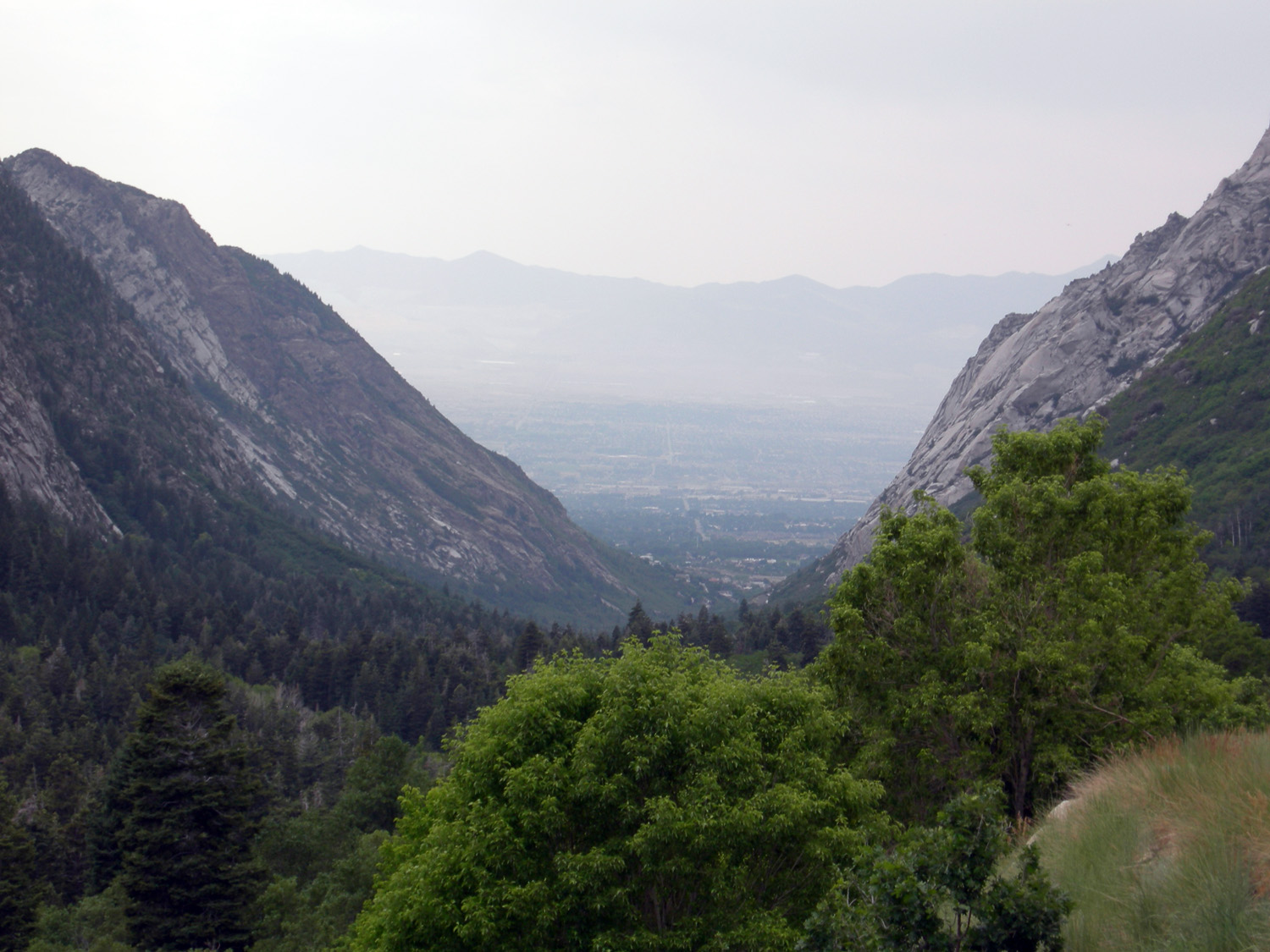
미국 유타주 워새치산맥의 U자곡

빙하곡(氷河谷)은 빙하의 침식에 의해서 지표가 U자 모양으로 깎여서 형성된 침식곡이다. 빙식곡(氷蝕谷) 또는 유자곡(U字谷)이라고도 한다. 또 이것에 해수가 유입해 생긴 좁고 긴 만을 피오르라고 한다.
알프스산맥이나 로키산맥, 히말라야산맥 등의 산악 지대에 많이 존재한다.